# Xanadu Records
Xanadu Records war ein seit 1975 bestehendes US-amerikanisches Jazz-Label. Das von Produzent Don Schlitten in New York City gegründete Label widmete sich einerseits dem modernen Mainstream Jazz und Hardbop, andererseits aber auch der Wieder- und Erstveröffentlichung von historischen Aufnahmen aus den 1940er und 1950er Jahren. Hierzu gehörten Live-Mitschnitte sowie Wiederveröffentlichungen von vergriffenen Aufnahmen von Combos mit Thelonious Monk (Live! At the Village Gate). Bud Powell, Roy Eldridge, Dexter Gordon, Hampton Hawes, Fats Navarro, Hot Lips Page oder Art Pepper. Das Label veröffentlichte die 1980er Jahre hindurch.
1999 wurde der Katalog von eMusic erworben, 2007 von The Orchard. Seit 2009 werden wieder neue Titel auf dem Label veröffentlicht, zuerst eine Aufnahme von Peter Bernstein.